# Tống Thượng Tiết
Tống Thượng Tiết (Chữ Hán giản thể: 宋尚节; Bính âm: Sòng Shàng-Jíe; Wade-Giles: Sung4 Shang4-Chieh2), còn gọi là John Sung (29 tháng 9 năm 1901 – 18 tháng 8 năm 1944), là nhà truyền bá phúc âm nổi tiếng, và là tác nhân chính trong cuộc phục hưng tôn giáo khởi phát trong vòng người Hoa sinh sống ở đại lục, Đài Loan, và Đông Nam Á trong hai thập niên 1920 và 1930. Ông thường được nhắc đến với các biệt danh "John Wesley của Trung Hoa", "Tàu Phá băng", và "Sứ đồ Phục hưng".

## Thiếu thời
Tống Thượng Tiết chào đời tại Hưng Hóa (nay là Phủ Điền - 莆田), tỉnh Phúc Kiến, Trung Quốc. Được giáo dưỡng trong môi trường Cơ Đốc, cha của cậu là quản nhiệm một nhà thờ thuộc Giáo hội Giám Lý, Tống Thượng Tiết thường giúp đỡ cha trong các công việc của nhà thờ, thay cha thuyết giảng trong các buổi nhóm buổi tối khi ông bận việc hoặc bệnh, do đó cậu có biệt danh là "Quản nhiệm nhí".
Năm 1920, Tống Thượng Tiết được gởi sang Mỹ để theo học tại Đại học Wesleyan, tiểu bang Ohio, và sau đó tại Đại học Tiểu bang Ohio. Là một sinh viên xuất sắc, sau sáu năm Tống lấy bằng tiến sĩ hóa học. Luận văn hóa học và các tài liệu nghiên cứu khác của Tống vẫn được lưu giữ tại thư viện của trường cho đến ngày nay.
Mặc dù có nhiều cơ hội nghề nghiệp trước mắt, song với niềm xác tín được ơn gọi từ Thiên Chúa cung hiến cuộc đời cho Chúa Giê-xu theo lời dạy của ngài, "Người nào được cả thiên hạ mà mất linh hồn mình, thì có ích gì?" Tống Thượng Tiết quyết định vào Chủng viện Thần học Union (Union Theological Seminary) tại New York để nghiên cứu thần học.

## Ngã rẽ
Mùa thu năm 1926, Tống Thượng Tiết vào Chủng viện Thần học Union, một thành trì của nền thần học tự do khi ấy đang nở rộ trên đất Mỹ. Tại đây, sinh viên được dạy rằng bất cứ điều gì trong Kinh Thánh không được khoa học chứng thực đều không đáng tin. Sách Sáng Thế bị xem là không có tính lịch sử, và niềm tin vào phép lạ bị cho là không hợp lý. Người ta trình bày Chúa Giê-xu như là một mẫu mực để noi theo nhưng bác bỏ sự chết để đền tội cho nhân loại cũng như sự sống lại của Ngài. Đối với họ, sự cầu nguyện chẳng có giá trị gì nhiều, và bất cứ ai bất đồng với học thuyết này đều bị xem thường và bị đem ra chế giễu.
Lao vào nghiên cứu thần học tự do với tất cả sức lực và trí tuệ, ngay từ năm đầu tiên Tống đạt điểm cao nhưng xa dần niềm tin Cơ Đốc, rồi quay sang Phật giáo và Lão giáo. Ông dành một góc phòng yên tĩnh để tụng kinh Phật, hi vọng rằng sẽ tìm thấy sự bình an. Tuy nhiên, ông viết, “Linh hồn tôi đang lưu lạc trong đồng vắng.” Tình trạng của ông ngày càng tồi tệ, “Tôi không muốn ăn, cũng chẳng thể ngủ... lòng tôi nặng nề với những nỗi niềm bất hạnh.” Các giới chức trong chủng viện nhận thấy ông đang bị trầm cảm.
Do tò mò, Tống Thượng Tiết tìm đến một nhà thờ Baptist ở New York để nghe luận giải của Mục sư Haldeman, một diễn giả có khuynh hướng thần học đối nghịch với Chủng viện Union. Tuy nhiên, Haldeman không có mặt tối hôm ấy mà là một cô gái mười lăm tuổi đang thuật lại trải nghiệm tâm linh của mình. Cô đọc Kinh Thánh và nói về sự chết của Chúa Giê-xu trên thập tự giá để đền tội thay cho nhân loại. Trong thời điểm ấy, ông cảm nhận sự hiện diện của Chúa, và quyết định quay trở lại để dự những buổi truyền giảng phúc âm kế tiếp.

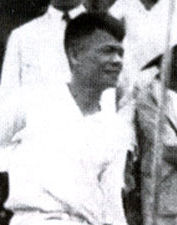
Tống Thượng Tiết tại Singapore, năm 1935.

Đó cũng là thời điểm ông trải nghiệm sự tái sinh (đặc biệt là vào ngày 10 tháng 2 năm 1927). Đầu tiên ông cảm nhận được gánh nặng của tội lỗi mà không tìm ra lối thoát, chắc rằng mình sẽ xuống địa ngục.... Rồi ông tìm đọc Kinh Thánh trong sách Phúc âm Lu-ca chương 23 ký thuật về sự thương khó và sự chết của Chúa Giê-xu. Hình ảnh của Chúa Cứu Thế chết vì tội lỗi của ông quá sống động đến nỗi ông cảm nhận như thể đang quỳ dưới chân thập tự giá nài xin Chúa tẩy sạch mọi tội lỗi của ông…Rồi ông nghe tiếng nói, "Hỡi con, tội lỗi con đã được tha".
Tống Thượng Tiết cũng nói về ân tứ của Chúa Thánh Linh ông nhận lãnh trong khi cầu nguyện, miêu tả đó là một trải nghiệm kỳ diệu cho ông. Có lần ông reo lên, "Đây đích thực là sinh nhật thuộc linh của tôi! Dù đã tin nhận Chúa Giê-xu từ những ngày thơ ấu, nhưng chính trải nghiệm này thay đổi cuộc đời tôi". Và theo tự sự của ông, "Chúa Thánh Linh giáng đổ trên tôi, giống như nước tuôn chảy trên đầu tôi vậy", rồi ông thuật tiếp "Chúa Thánh Linh liên tục tuôn đổ trên tôi như những con sóng nối tiếp nhau".
Sau trải nghiệm này, Tống Thượng Tiết cảm nhận được ban cho nhiều sức mạnh cũng như nhiệt huyết để đi ra rao giảng phúc âm. Với những biến cải triệt để từ nội tâm, Tống đến với những bạn đồng học và các giáo sư thuộc ban giảng huấn của Union Theological Seminary, để trình bày phúc âm với nhiệt tâm sung mãn, và kêu gọi họ phải ăn năn vì những gì sai trật mà họ đã giảng dạy bấy lâu. Mọi người trong Union Theological Seminary liền xem ông là kẻ đã mất trí vì dám khước từ lời dạy của chủng viện, và quyết định bắt ông đem vào nhà thương điên, Tống Thượng Tiết bị giữ tại đây trong 193 ngày.
Trong những ngày bị buộc phải sống biệt lập này, Tống Thượng Thiết bắt đầu đọc và suy ngẫm Kinh Thánh. Ông đọc toàn bộ Kinh Thánh bốn mươi lần đến nỗi trở nên rất quen thuộc với những giáo huấn ông tìm thấy trong Kinh Thánh. Ông cho biết nhờ đọc Kinh Thánh như vậy mà ông thoát khỏi việc bị mất trí vì bị người ta đối xử như bệnh nhân tâm thần. Chính giai đoạn chuyên tâm nghiên cứu Kinh Thánh này và được nhận lãnh những trải nghiệm làm tươi mới tâm linh trong ông đã là nhân tố khởi phát cho một trong những cuộc phục hưng tôn giáo lớn nhất thế kỷ 20. Như thế, trong ơn thần hựu, "chính bệnh viện tâm thần đã trở nên trường thần học thực thụ cho Tống Thượng Tiết".

## Hồi hương
Nhờ sự can thiệp của Lãnh sự Trung Hoa, Tống Thượng Tiết được đem ra khỏi bệnh viện tâm thần và về nước vào tháng 11 năm 1927, trước khi kịp tốt nghiệp từ Chủng viện Thần học Union. Trước khi tàu cập bến, ông ném xuống biển tất cả giải thưởng hàn lâm mà ông đã được trao tặng, chỉ giữ lại văn bằng tiến sĩ để tặng cha ông. Tống Thượng Tiết xem đây là hành động thể hiện sự cung hiến trọn vẹn cho phúc âm.
Sau khi trở về quê hương, Tống Thượng Tiết bắt đầu rao giảng phúc âm tại vùng Mân Nam trong ba năm, tập chú vào các chủ đề như "Thập tự giá" và "Huyết của Chúa Giê-xu". Thông điệp của ông không mới lạ, nhưng được trình bày cách sống động nhằm luận giải những giáo huấn của Kinh Thánh liên quan đến các lẽ đạo "tái sinh", "cứu rỗi" và "mang vác thập tự giá".
Năm 1930, Tống Thượng Tiết gia nhập Trường Kinh Thánh Bethel tại Thượng Hải, cùng các cựu sinh viên thành lập Nhóm Truyền bá Phúc âm Bethel (伯特利佈道團). Ông đặc biệt quan tâm đến phương cách đối phó với tội lỗi. Tâm điểm của thông điệp Tống Thượng Tiết muốn truyền đạt cho thính giả có thể được tóm tắt như sau:
- Không chỉ thừa nhận tội lỗi của mình mà cần phải "ăn năn hối cải về những tội đã phạm".
- Sau khi ăn năn tội lỗi phải thay đổi hoàn toàn lối sống cũ.
- Sau khi thay đổi nếp sống cũ, cần "trả nợ tội lỗi", nghĩa là phải bồi thường cho những hành động sai trái trước đây, hoặc phải công khai xin lỗi người mình đã xúc phạm hoặc gây tổn hại.
- Chỉ cầu nguyện "Lạy Chúa, xin thương xót tôi vì tôi là kẻ có tội!"[9] là chưa đủ. Cần phải công khai bày tỏ sự ăn năn trong từng chi tiết. Tống Thượng Tiết liệt kê hai mươi nhóm tội chính và cho rằng cần phải thừa nhận và ăn năn tội lỗi cách công khai trong các buổi nhóm.

Với phong cách sinh động và sôi nổi trong khi thuyết giảng, Tống Thượng Tiết thường di chuyển liên tục trên tòa giảng và hát thánh ca có khi kéo dài đến ba mươi phút.
Là một nhà thuyết giáo luôn đốt cháy bởi nhiệt tâm dành cho phúc âm và có sức thuyết phục mãnh liệt, tên tuổi của Tống Thượng Tiết được nhiều người biết đến trên toàn cõi Trung Hoa cũng như tại nhiều nơi khác trong khu vực. Năm 1936, người ta tin rằng có hơn 100 ngàn người Hoa đã tiếp nhận đức tin Cơ Đốc qua mục vụ của ông. Ông cũng tìm đến những cộng đồng người Hoa sống rải rác khắp Đông Nam Á. 

Tống Thượng Tiết tại Sài Gòn, tháng 6 năm 1938. Ảnh chụp với Ông Bà Van Hine.

Tháng 5 năm 1938, Tống Thượng Tiết được mời đến dự và giảng luận cho Hội đồng Tổng Liên Hội Hội thánh Tin Lành Việt Nam tổ chức ở Vĩnh Long, sau đó ông ra Đà Nẵng tiếp tục giảng dạy nhằm chấn hưng hội thánh. Theo ghi nhận của Mục sư Phạm Xuân Tín, "Ở tại Việt Nam dầu đã nghe người ta nói đến những cơn phấn hưng... Nhưng chưa có một cuộc phục hưng thực sự nào từ Thánh Linh cả. Chỉ ngoại trừ có cuộc phát động phấn hưng sâu rộng mà Đức Chúa Trời đã dùng Bác sĩ Tống Thượng Tiết đem đến cho Giáo hội Tin Lành Việt Nam năm 1938. Cuộc phấn hưng thực sự đó đã ảnh hưởng trải qua hằng nhiều thập niên, và vẫn còn cho đến ngày nay".
Thông điệp phúc âm của ông lập nền trên Kinh Thánh và tập chú vào sự cần thiết phải ăn năn tội lỗi. Hết sức cẩn trọng khi xem xét các vấn đề liên quan đến tội lỗi, Tống Thượng Tiết kêu gọi người nghe quay trở lại ăn năn hối cải đối chiếu với một danh sách các tội lỗi mà ông thường đọc lớn trước cử tọa. Ông dạn dĩ quở trách tội lỗi và tính đạo đức giả, ngay cả đối với các mục sư và quản nhiệm, là những người hợp tác với ông để tổ chức các buổi thuyết giảng. Nhiều người cảm thấy bị xúc phạm nhưng Tống Thượng Tiết không mấy bận tâm vì mục tiêu tối thượng của ông là tôn vinh Thiên Chúa chứ không cố làm hài lòng người khác.
Thường khi, thông điệp của ông chạm đến đáy lòng của thính giả, nhiều người vỡ òa trong nước mắt khi nhận biết tình yêu của Chúa Cơ Đốc. Bên ngoài tòa giảng, Tống Thượng Tiết dành nhiều thì giờ cho cầu nguyện. Các tín hữu thường trình bày với ông các nhu cầu thuộc linh và thuộc thể để ông thành lập một danh sách các vấn đề cần cầu nguyện, dựa trên danh sách này Tống Thượng Tiết dành nhiều giờ trong ngày để cầu nguyện cho họ. Theo định nghĩa của Tống Thượng Tiết, đức tin nghĩa là "thức canh cho công việc của Thiên Chúa trong sự khẩn nguyện".

## Cuối đời và Di sản
Trong những ngày cuối đời, bệnh tật tàn phá sức khỏe Tống Thượng Tiết và ảnh hưởng không ít đến nỗ lực truyền bá phúc âm của ông. Dù vậy, ông vẫn tiếp tục thuyết giảng, nhiều lần gập mình trên tòa giảng vì đau đớn. Tống Thượng Tiết từ trần lúc 43 tuổi. Ông là nhà truyền bá phúc âm người Trung Hoa có nhiều ảnh hưởng nhất trong suốt thập niên 1930, để lại những dấu ấn sâu đậm trên Cơ Đốc giáo trong thế giới Hoa ngữ và vùng Đông Nam Á. Qua thông điệp của Tống Thượng Tiết hàng ngàn người tiếp nhận đức tin Cơ Đốc, được dẫn dắt vào tình trạng sâu nhiệm của nếp sống Cơ Đốc, từ đó đóng vai trò quan trọng trong công cuộc phát triển Cơ Đốc giáo trong khu vực.
Boon Mark nhận xét về Tống Thượng Tiết, "Ông nói ít, giảng nhiều, và cầu nguyện nhiều nhất."